# Tol'ka
La Tol'ka (in russo Толька?) è un fiume della Russia siberiana occidentale, affluente di sinistra del Taz. Scorre nel Krasnosel'kupskij rajon del Circondario autonomo Jamalo-Nenec.
È formato dalla confluenza dei fiumi Ai-Ėmtor"ëgan e Pjantym"ëgan che hanno origine dal versante settentrionale delle Alture dell'alto Taz (Uvali siberiani), dalla confluenza dei due rami sorgentizi Ajėmtor"egan e Pjantym"egan; scorre in una zona piatta e coperta dalla taiga dapprima con direzione settentrionale, successivamente orientale, confluendo dopo 391 chilometri (418 considerando il più lungo dei due bracci di sorgente, il Pjantym"egan) da sinistra nel Taz, 723 chilometri a monte della foce di quest'ultimo nel mare di Kara.
Il bacino è pianeggiante, spesso paludoso e cosparso di laghi, i maggiori dei quali sono il lago Čertovo, il Verchnee Čertovo, il Numto. Dei 650 tributari del fiume, i maggiori sono il Varky-Čjuėl'ky (lungo 141 km) e il Kypa-Kėlil'ky (103 km); altri due fiumi di rilievo, il Kakyl'ky e il Pokotyl'ky sfociano nei due laghi Verchnee Čertovo e Čertovo.
La Tol'ka è gelata in media da fine ottobre a fine maggio; gli spessori maggiori del ghiaccio si raggiungono a fine inverno (fine marzo e primi di aprile), quando possono raggiungere i 75-80 centimetri.
Gli stessi mesi sono quelli in cui si ha la portata minore, mentre le piene annue sono caratteristiche dei mesi di giugno e luglio, dopo il disgelo, allorquando il livello delle acque può salire anche di 4,5 metri rispetto alla media.